# Xysticus pinocorticalis
Xysticus pinocorticalis là một loài nhện trong họ Thomisidae.
Loài này thuộc chi Xysticus. Xysticus pinocorticalis được Jörg Wunderlich miêu tả năm 1992.